# Mậu dịch nô lệ

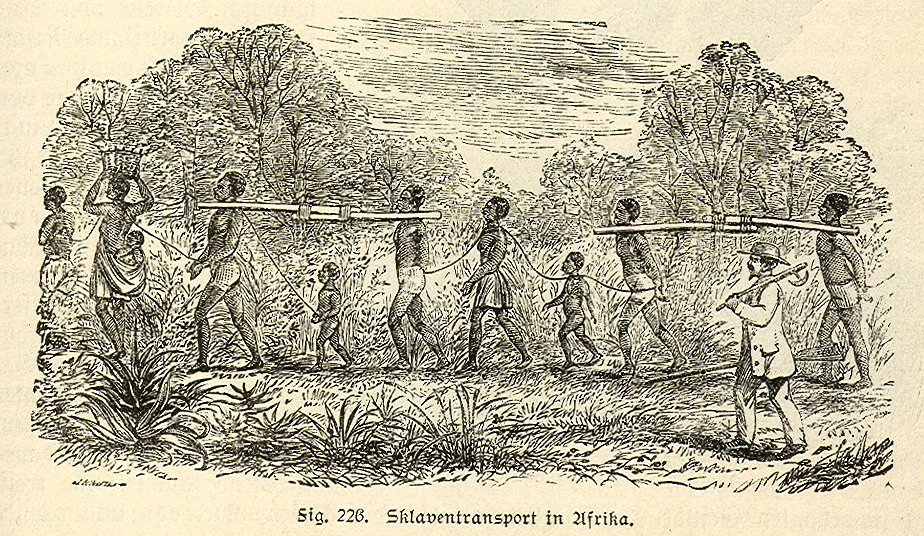
Vận chuyển nô lệ

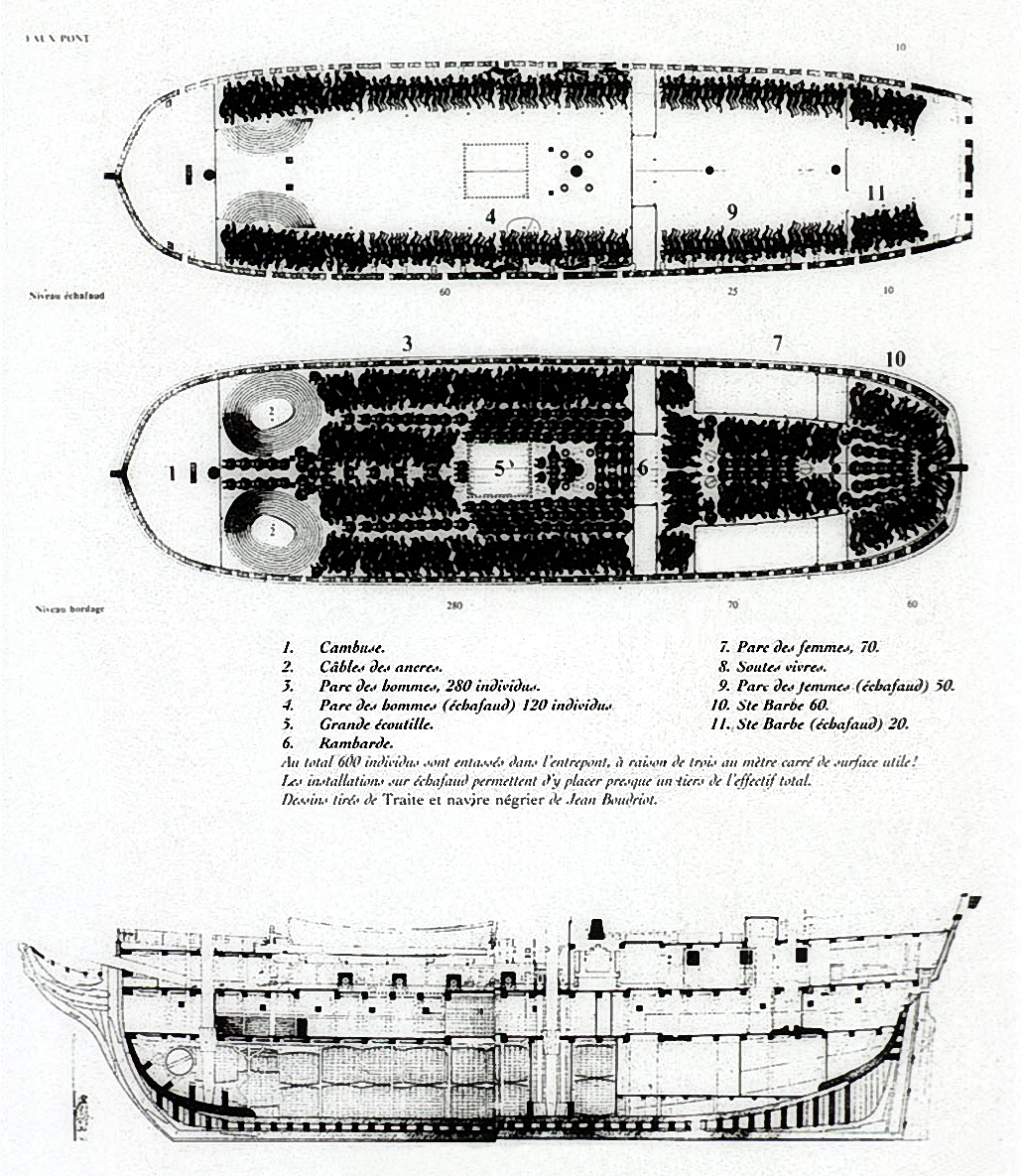
Tàu cho nô lệ

Mậu dịch nô lệ là hoạt động thương mại về nô lệ, và đặc biệt là những nô lệ da đen từ châu Phi và mạng lười giao thông thông qua Đại Tây Dương đến Bắc Mỹ, Brazil và Caribe. Khoảng 40% người châu Phi đã chết trong các chuyến đi.
Trong nhiều thế kỷ, Bồ Đào Nha và Anh Quốc đã đạt được những thành tựu to lớn trong lĩnh vực này, nhưng trong thế kỷ XIX, với việc chủ nghĩa thực dân mới trỗi dậy, Chính phủ Anh Quốc đã quyết định ngăn chặn nó và buộc các nước khác phải làm như vậy. Tư bản tích lũy qua sự mậu dịch này, thúc đẩy tự do đầu tư và công nghiệp và tín dụng. Ví dụ, các tuyến đường sắt đầu tiên ở Brazil được tài trợ bằng tiền từ mậu dịch nô lệ.

## Văn hiến
- Philip D. Curtin: Thương mại nô lệ Đại Tây Dương. Một cuộc điều tra dân số, Madison, Wisc. 1977 (tái bản lần II.; hướng dẫn cơ bản)
- Wolfgang Wimmer: Nô lệ. Một lịch sử xã hội với hiện tại. Reinbek thuộc Hamburg, Rowohlt, 1979  ISBN 3499171694
- Christian Delacampagne: Lịch sử chế độ nô lệ, 2004 ISBN 3-538-07183-7
- Hans Fässler: Hành trình hai màu da ISBN 3-85869-303-0
- H. D. Baker: Con số tự do: chế độ nô lệ ở giữa thiên niên kỷ đầu tiên TCN ở Babylonia, Khảo cổ học thế giới 33/1, trg 18–26

## Liên tiếp ngoại bộ
- Lavur: Những vụ buôn bán kinh điển ở Senegambia 1700-1850 Lưu trữ ngày 19 tháng 2 năm 2008 tại Wayback Machine
- Lá thư từ UNESCO (PDF, Ạnh ngữ)
- ‹Hành trình hai màu da›
- Hồ sơ ở Cussegl thuộc châu Âu